# 禁煙委員會
禁煙委員會為中華民國國民政府於1928年8月20日至1949年12月31日設立，為禁絕毒品所設立的合議制委員會，由蔣中正以行政院長兼禁煙總監。統治中國全境的國民政府藉由此委員會，大幅剷除中國人民吸食鴉片的風潮。

## 簡介
1927年4月18日，國民政府將首都定於南京，並於同時於財政部下設禁煙處，頒行《禁煙暫行章程》，言明三年內禁絕鴉片。1928年7月，國民政府陸續公布《全國禁煙會議組織條例》、《禁煙委員會組織條例》、《禁煙法》、《禁煙法施行條例》。
1928年8月10日，經由上述法源，國民政府成立禁煙委員會，直接隸屬國民政府。1928年10月20日－1935年6月5日，禁煙委員會隸屬行政院。1935年－1938年，因為戰時政局所需，禁煙委員會特地設置於國民政府軍事委員會轄下。1938年，因吸食鴉片人口減少，加上陝甘寧邊區公開種植與販賣鴉片事實無法解決，該委員會由位階較高的直屬機關改隸內政部。而此委員會一直設立到中國國民黨於國共內戰喪失大陸統治權，才予以廢止解散。

1935年4月4日，《禁煙實施辦法》

1. 禁煙程序，除依行營頒布之《派員查禁種煙辦法》、《厲行戒煙取締吸戶章程》、《嚴禁腹地省份種煙取締採辦邊省產土章程》、《厲行查禁麻醉毒品取締土膏行店章程》及其他禁煙條規辦理外，悉依本辦法行之。
2. 豫鄂皖贛湘蘇浙閩等八省均為絕對禁種省份，定本年四月份起實行總檢舉，遴派人員或指定人員分赴各省……如有聚眾抗剷者，即行指調軍隊嚴拿，為首之人立予槍決。倘有不肖軍警團隊包庇栽種，縣長力難制止時，得逕行密報拿辦。如縣長對於境內煙苗不報不剷私收捐費者，一經查實，立予槍決，以示懲儆。……
3. 陝甘兩省已經核准分期禁種，並據該兩省呈明按照原定計劃分三期禁絕……
4. 各省市應依《厲行戒煙取締吸戶章程》，負責舉辦煙民補行登記，限期六個月徹底辦理完竣……
5. 黨政軍服務人員及學校員生，一律絕對禁止吸食鴉片……

1939年7月10日，《肅清私存煙土辦法大綱》

1. 為貫徹六年禁煙計畫肅清私存煙土加緊統制起見，於必要省份特設督辦肅清私存煙土公署主持辦理之。
2. 肅清私存煙土由督辦肅清私存煙土公署負責督飭各區行政督察專員、各縣縣長層飭區聯保甲長嚴厲執行，所收存土隨時交由禁煙督察處驗收保管，其定價付款辦法另定之。
3. 督辦肅清私存煙土公署，應負責指揮警察團隊查緝一切私運私售事宜。
4. 肅清私存煙土定期五個月辦理完竣……
5. 自本辦法大綱施行之日起，絕對禁止私人採購煙土……
6. 五個月屆滿後，如發現存土概以私論，除將煙土沒收並按其情節依《禁煙治罪條例》〔第五條第一項：運輸販賣鴉片者，無期徒刑或五年以上有期徒刑〕及第十九條〔沒收財產全部或一部〕懲辦，如有不肖縣長區長聯保主任保甲長等扶同隱匿，或其他文武貪官污吏土豪劣紳包庇縱容情事，依同條例第十三條懲辦。

## 实施
1923年12月7日孙中山在大本营设立禁烟督办署，首任禁烟督办杨西岩（大本营内政部次长兼），滇軍师长廖行超、舊桂系军长韦冠英为禁烟帮办。1924年1月16日批准杨西岩拟具呈报的《禁烟条例》二十二条。1924年3月17日“禁烟督办署会办，帮办各职，着一律裁撤”，邓泽如接任禁烟督办，不就任，3月26日改派建国湘军第二军军长鲁涤平接任禁烟督办。1924年9月1日，孙中山又委派建国湘军第三军军长谢国光为禁烟督办署督办。1924年底禁烟督办署与广东筹饷总局合并为广东全省筹饷总局，“以财政部长兼任该局督办”，总局下设禁烟科，专办禁烟事务。1925年6月，建国粤军击败滇军和桂军（平定杨刘叛乱），禁烟督办改由陈策担任。1925年7月21日国民政特颁布《禁烟条例》13条，以期四年内将鸦片完全禁绝，并设禁烟督办署管理一切禁烟事宜，开征禁烟税。1925年11月，禁烟督办公署改为财政部禁烟总处。
四一二事变后，中国国民党中央执行委员会第105次政治会议议决，在三年之内分年分区地禁绝毒品，同时令财政部设立禁烟处负责其事，责令各县分设禁烟局或戒烟药品专卖处。财政部即于1927年9月颁布《禁烟暂行章程》13条，将一切私运、私售、 私吸变为专运公卖，规定特税税率第一年为70%，第二年100%，第三年200%，戒烟药品须交禁烟机关统一运输，贴用印花，贩卖戒烟药品须先行呈报财政部请领特许证，否则科以3000元以下罚金，吸食鸦片要请领吸烟执照缴税后方可吸食。1928年3月19日，财政部颁布《各省检查烟苗局章程》。1928年3月20日财政部公布《戒烟药料护运章程》，规定财政部禁烟处为便利商民巩固运输，特备运舰数艘轮流护运戒烟药料；经遵章纳税后，可请专运所代运。1928年3月21日公布《财政部征收戒烟药料特税章程》规定财政部“为取缔私运戒烟药料起见，于各省扼要地点设立专运所”“每一千两征收特税国币三百元”。1928年4月9日公布《财政部戒烟药料印花领用章程》规定“财政部为寓禁于征起见，特定药料印花计三类十九种”“凡药料不贴印花者即属私货”“一经查出即将原货充公，并按应纳税额处以五倍之罚金”。1928年4月南京国民政府颁布《修正禁烟条例》21条。1928年6月禁烟税归省税。1928年7月18日布裁撤财政部禁烟处，公布《全国禁烟会议组织条例》和《全国禁烟委员会组织条例》，把“鸦片公卖、征收特税、寓禁于征”改为以断禁为主。1928年8月成立全国禁烟委员会：
- 主席：张之江
- 常委：薛笃弼、钟可托
- 委员：蒋介石、冯玉祥、阎锡山、李宗仁、李济深、何应钦、薛笃弼、钟可托、李登辉、张之江、李烈钧、陈绍宽等
- 总务科：科长王容
- 调查科：科长戴秉衡
- 宣传科：科长沈嗣庄

1928年9月17日颁布《中华民国禁烟法》7条、《禁烟法施行条例》共7章19条。1928年10月20日国民政府实行五院制，全国禁烟委员会从直属于国民政府改隶行政院。1928年11月1日至10日在南京召开全国禁烟会议，到会19个省区正式代表70人，决定以断禁为主。1929年1月，取消湖北禁烟局，改为驻汉口的财政部两湖特税清理处，在长沙、宜昌等地设清理特税分处，下设总所、分所、分卡等，对过往特商（即鸦片商人）烟土照章收税，并发给土行护照，沿路护送。1929年5月27日国民政府通过全国禁烟委员会张之江的提案，第四〇二号训令指定以每年的6月3日虎门销烟日为禁烟纪念日。1930年5月3日行政院批准设立“六·三禁烟节”。1929年7月公布颁行修订《中华民国禁烟法》四章22条。
1932年9月19日豫鄂皖三省剿匪总司令部把财政部两湖特税清理处改为汉口禁烟督察处，“承豫鄂皖三省剿匪总司令部之命，办理三省禁烟事务”“鉴于以前禁烟采取断禁政策，未著成效，乃就三省辖境试行分期渐禁办法”。从1933年开始，分期渐禁计划逐渐推及腹地省份，由國民政府軍事委員會委員長南昌行營设第三组主管各地禁烟事务。1934年4月1日豫鄂皖三省剿匪总司令部汉口禁烟督察处改称国民政府军事委员会禁烟督察处，仍驻汉口，处长李基鸿，副处长刘寿朋和杨炯，会计主任黄为材，监察处总监察陈希曾，专管豫、鄂、赣、皖、闽、湘、苏、浙、陕、甘等腹地十省的鸦片禁运禁售事宜和特税收入（每担特货纳税200元，另缴附加费10%），依据《豫鄂皖赣四省农民银行经营特货买卖试行办法》15条和《农民银行承做特货押款办法》12条、《中国农民银行承做特货押汇办法》11条，由农民银行配合办理），并在各省市设监运所、总(分)公栈、缉私主任办公室、汉口巡缉团（团长邱开荃）。1934年5月9日南昌行营颁布《禁烟督察处组织规程》。1934年7月18日，国民政府第480号训令公布豫鄂皖赣湘苏浙闽陕甘十省剿匪期内，禁烟事务交由军事委员会办理。
1934年2月，发起“新生活运动”，1935年1月宣布“二年禁毒，六年禁烟”。1935年3月，行政院第2260号训令决定将腹地禁烟推行于边远省份，概由军委会统筹办理。1935年4月8日國民政府軍事委員會委員長南昌行營理禁字第138号公函告知行政院:“川滇黔宁察绥冀鲁晋九省及北平、天津、青岛三市之禁烟事务，亦经由本会统筹办理”1935年，国民政府实行六年禁烟计划，制定了《各省市县禁烟委员会组织通则》，颁布了《禁烟治罪暂行条例》、《修正禁毒治罪暂行条例》、《特许商人采办烟土暂行规则》。1935年5月29日中央政治会议撤销行政院禁烟委员会，于军事委员会内设禁烟总会；设禁烟总监由蒋介石兼，统管禁烟总会和禁烟督察处。
1938年1月28日颁布《各省市领照烟民分期戒绝实施办法》，宣布原定禁烟政策不随抗战局势而改变；2月1日行政院第348次会议通过《内政部禁烟委员会组织条例》，裁撤禁烟总监，废除《国民政府军事委员会禁烟总会组织规程》，改由内政部负责禁种、禁吸，由财政部负责禁运和禁售，军委会禁烟督察处改隶于财政部。1939年7月行政院颁布《肃清私存烟土办法大纲》及《督办肃清私存烟土公署组织规程》，责令川、康、贵三省成立督办肃清私存烟土事宜公署，分别由省主席王绪瓒、刘文辉、吴鼎昌兼任督办。1939年9月蒋介石兼任四川省主席，贺国光任省政府秘书长实际主持省府工作；1939年12月16日蒋介石兼任四川省禁烟督办公署督办、四川省烟毒总检查督察团团长，贺国光、徐孝刚任禁烟会办。1940年1月，各省市禁烟督察处办事处改组为禁烟稽核处，专负稽核及运输之责，禁烟督察处直属各缉私机构奉令裁撤。1949年10月，财政部禁烟督察处开始办理结束，各省市禁烟稽核处陆续裁撤。1941年4月禁烟督察处清理完毕，奉令结束。到1941年底，六年禁烟计划告成。

## 評价
禁煙委員會雖於禁止中國人民吸食鴉片煙毒有其重要性功勞與效能，但並沒有達到當初所設「全面禁絕」的目標。其中，上海、漢口、天津等處租界，外國人直接間接製販毒品的事情，我國政府權力之所不及也是主要原因。